# Zvonko Bego
Zvonko Bego (Split, 1940. december 19. – Krapinske Toplice, 2018. augusztus 13.) jugoszláv válogatott horvát labdarúgó, középpályás.

## Pályafutása

### Klubcsapatban
1957 és 1967 között a Hajduk Split labdarúgója volt, ahol egy jugoszláv kupa-győzelmet ért el a csapattal. 1967-ben a nyugatnémet Bayern München szerződtette, de tétmérkőzésen nem szerepelt az együttesben. 1967–68-ban holland FC Twente Enschede, 1968–69-ben a nyugatnémet Bayer Leverkusen, 1969–70-ben az osztrák Austria Salzburg játékosa volt.

### A válogatottban
1961-ben hat alkalommal szerepelt a jugoszláv válogatottban és két gólt szerzett. Tagja volt az 1960-as római olimpiai játékokon részt vevő csapatnak, de egy mérkőzésen sem szerepelt, így aranyérmet nem kapott.

## Sikerei, díjai
Hajduk Split
- Jugoszláv kupa
  - győztes: 1967